# End is Forever
End is Forever is het derde studioalbum van de Amerikaanse rockband The Ataris. Het album werd net zoals de meeste voorgaande albums uitgegeven door Kung Fu Records, op 6 februari 2001. Net zoals bij het voorgaande studioalbum Blue Skies, Broken Hearts...Next 12 Exits bevat de Australische versie van het album de bonustrack "Ben Lee". Het album werd heruitgegeven in 2014.

## Nummers
1. "Giving Up on Love" - 2:53
2. "Summer Wind Was Always Our Song" - 3:56
3. "I.O.U. One Galaxy" - 2:00
4. "Bad Case of Broken Heart" - 1:58
5. "Up, Up, Down, Down, Left, Right, Left, Right, B, A, Start" - 3:01
6. "Road Signs and Rock Songs" - 2:45
7. "If You Really Want to Hear About It..." - 2:45
8. "Fast Times at Drop-Out High" - 3:39
9. "Song for a Mix Tape" - 3:08
10. "You Need a Hug" - 3:49
11. "How I Spent My Summer Vacation" - 3:22
12. "Teenage Riot" - 2:58
13. "Song #13" - 2:25
14. "Hello and Goodbye" - 2:22

## Band
- Kris Roe - gitaar, zang
- Marco Peña - gitaar
- Mike Davenport - basgitaar
- Chris Knapp - drums